# 俄罗斯铁路竞技场
火車頭體育場（俄语：«Локомотив»）是位於俄羅斯莫斯科的一個足球場，也是莫斯科火車頭足球俱樂部的主場球場，並且是2010年世界杯足球賽預選賽俄羅斯國家足球隊的主場球場。火車頭體育場修建於2002年，可以容納30,075名觀眾。球場修建耗費3000萬美元。

## 外部連結
- Lokomotiv Stadium（页面存档备份，存于）
- （俄文） Article about the stadium（页面存档备份，存于）

1. ↑  http://www.fclm.ru/en/club/stadium